# Aeroportul Internațional Tinian
Aeroportul Internațional Tinian (IATA: TIQ, ICAO: PGWT, FAA LID: TNI) este un aeroport din Tinian Municipality⁠(d), Comunitatea Insulelor Mariane de Nord, Statele Unite ale Americii. Aeroportul a fost tranzitat în 2019 de 82.508 pasageri.
Situat la o altitudine de 83 m, aeroportul dispune de 1 pistă.

## Infrastructură

### Piste
Aeroportul dispune de o singură pistă. Pista 08/26 are dimensiunile 8.600 picioare × 150 picioare. 